# ابنو (بیضا)

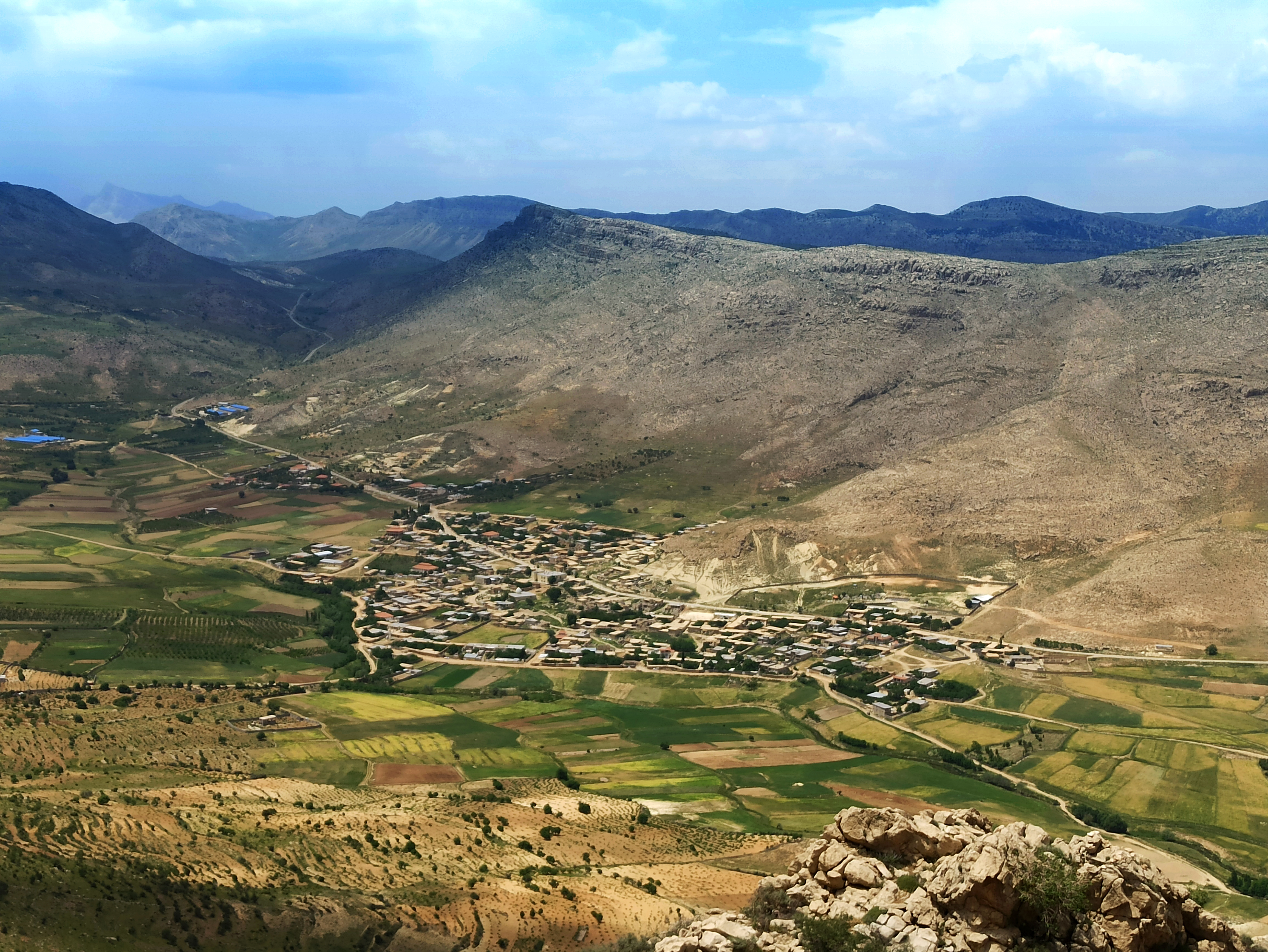
نمای روستای ابنو از نوک قله «چانه پیرزنی» در نزدیکی چشمه دو زردک

اَبنو روستایی در ۶۰ کیلومتری شمال غرب شیراز است.
روستای ابنو در ارتفاع ۲۰۳۳ متری از سطح دریا واقع‌شده و از سه‌ طرف محصور در کوه است، که هرکدام از دره‌های کوه‌سارهای اطراف آن نام مشخصی دارد.▼

## جغرافیا
نام دره‌ها به‌ترتیب از شمال:
* دوُبالی، کمر مشی، کاسوزعلی، بیلیئو، باغل ‌بلندی، دره دوزی، دره پیادرویی، خرخوکی، چال کلاغی (چال‌غلایی)، سینه‌ نسا، سایه بردی، خلیلی، دره اسفیار، دره برنیشی، شولی، منجنی، دره خول، اشکفت ملکی، بَر اَفتو، چنارباغ و قبرستان قدیم.
پوشش گیاهی منطقه ابنو شامل بوته‌های گون و درختان سپیدار، ارژن، بادام کوهی، پسته کوهی، بلوط، چنار و... است. به‌علت آب‌وهوای مناسب و وجود چشمه‌ها و قنات‌ها، این روستا هم‌اکنون دارای باغات انگور فراوان میباشد.
[[پرونده:مزارع ابنو.jpg|جایگزین=Abnow, a village in Iran|بندانگشتی|گندم‌زاری در ابنو]]

## مناطق و محلات
روستای ابنو در گذشته دارای چند قبرستان بوده که عبارتند از: قبرستان امام‌زاده، قبرستان شاه‌ولایت، قبرستان دم دروازه و قبرستان سرقنات مولاعباسی. قبرستان داخلی روستا که زمانی دارای سنگ قبرهای نقش‌دار و شیرهای سنگی بوده‌است در تاریخ ۳۰ بهمن ۱۳۸۶ با شمارهٔ ثبت ۲۰۹۶۳ به‌عنوان یکی از [[فهرست آثار ملی ایران|آثار ملی ایران]] به ثبت رسید.
روستای ابنو دارای سه حمام خزینه‌ای و هشت آسیاب آبی و چندین مسجد به‌نام‌های مسجد جامع، مسجد شمس و مسجد محله دومن و مسجد امام‌زاده بوده‌است.
این روستا دارای امام‌زاده‌ای به‌نام فخرالدین احمد است که به اعتقاد برخی اهالی روستا، ایشان بردار شاه‌چراغ و امام رضا است. بازسازی ساختمان این امام‌زاده در سال ۱۳۷۸ انجام شد.

### فهرست مناطق و محلات
محله شاه ولایت، کوی شیخکی، محله امام‌زاده، محله سرحوض، محله سرکت، محله آب غل‌گاه، محله سرقنات، دروازه دومن، دروازه بالا، محله گودبرزه، شیدان/ شهیدان (کفه آب‌رو)، غوره‌دان (گوره‌دان)، یخچالی، گندآب، شاطرزمانی، سیرستان، قنات سرکت، منجنی، محله سرکره، گاو زردی، شاه‌نشین، هوردان، کَلبه، دهنو، بردون، شولی، تنگ بالا، پاراَفتو، چنارباغ، پشت روخونه، کرخرسی، برم ساسون، چشمه دو زردک، سرپل سنگی، تل خرگوشی، تل حلوایی، قنات آقوی حاجی، چغده.

## کشاورزی
بیشترین سطح زیرکشت در روستای ابنو مربوط به باغات انگور دیم است. این محصول به‌سبب شیرینی زیادی که دارد، برای پخت و تهیه شیره یا دوشابْ بسیار مناسب است و همچنین شراب ی گوارا داشته است. 

قدمت تولید شیره در استان فارس بیش از ۲ هزار سال بوده و روستای ابنو نیز زمانی دارای کارگاه‌های متعدد دوشاب‌پزی یا به گویش اهالی «دشوپزی» بوده‌است. هم‌اکنون دو کارگاه شیره‌پزی در این منطقه فعال بوده که فرایند فرآوری و پخت سنتی شیره را برای کشاورزان و اهالی برعهده دارند. 

## جغرافیا
روستای ابنو در ارتفاع ۲۰۳۳ متری از سطح دریا واقع‌شده و از سه‌ طرف محصور در کوه است.

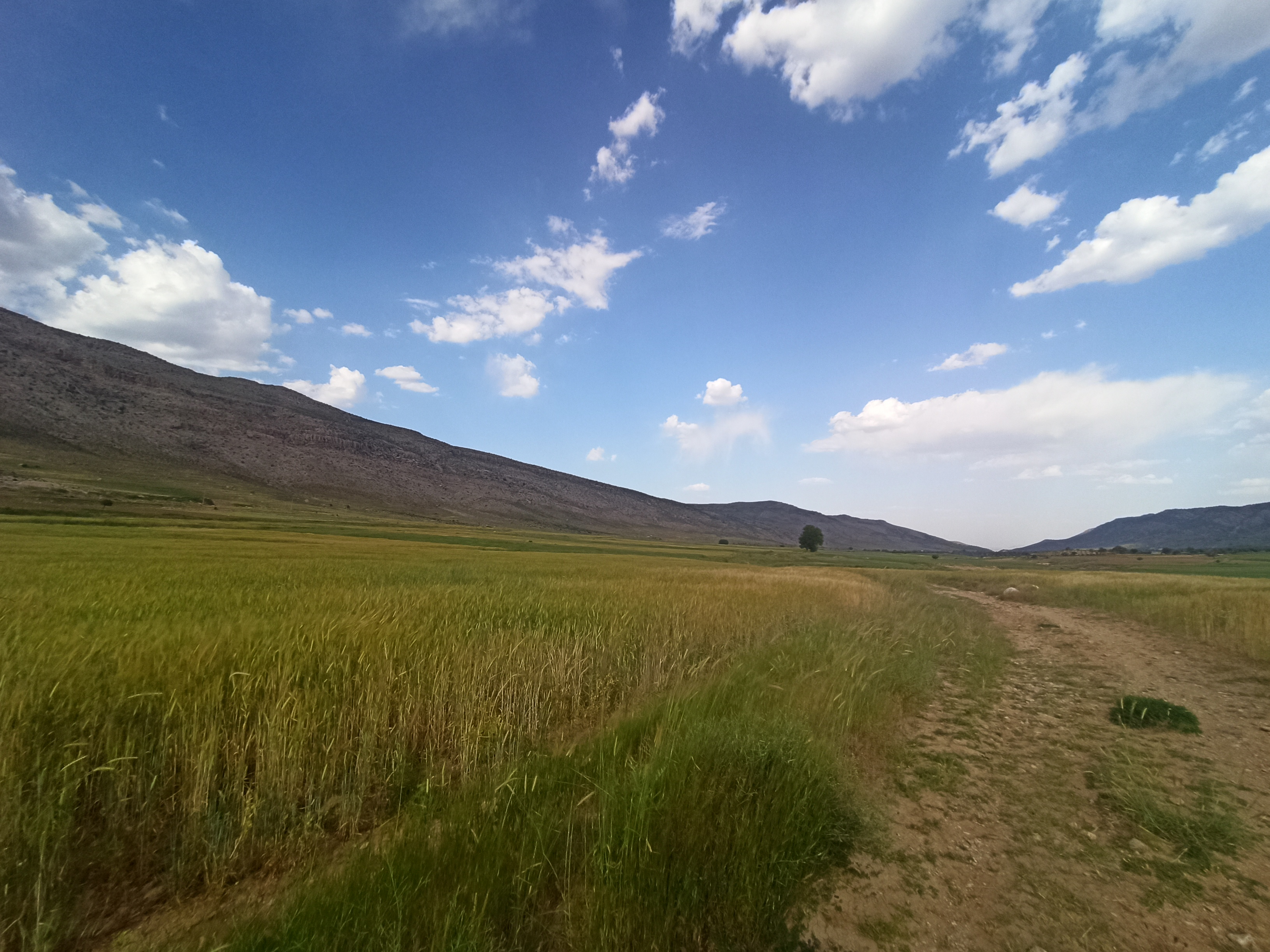
گندم‌زاری در ابنو

## جمعیت
براساس سرشماری مرکز آمار ایران در سال ۱۳۹۵، جمعیت آن، ۶۴۸ نفر (۲۱۱ خانوار) بوده است.